# حمص (خوراک)
حُمُّص یا نخود-ارده یک خوراک مدیترانه‌ای-عربی است که در خاورمیانه محبوبیت دارد. حمص را بیشتر در سینی‌های مزه به عنوان پیش‌غذا سرو می‌شود. این خوراک از نخود پخته، روغن زیتون، ارده، آبلیمو و سیر له‌شده درست می‌شود.
هوموس یونانی و قبرسی humoi دارای روغن زیتون و آبلیموی فراوان، و حمص فلسطینی و لبنانی دارای مقدار زیادی ارده است. 
حمص عربی در منطقه شام قدیم با سرکه تهیه میشد و فاقد سیر بوده است.

## لغت‌شناسی
حمص یا به‌طور کامل حمّص بطحینة واژه‌ای عربی به معنای نخود است.

## تاریخچه
حمص در بخش خاورمیانه‌ایِ مدیترانه مانند فلسطین، لبنان و اردن یکی از پایه‌های آشپزی به‌شمار می‌آید و در بیشتر خوراک‌ها و خورش‌ها به‌کار می‌رود.
پیشینهٔ دستور پخت خوراکی مانند حمص به سده ۱۳ هجری در مصر بازمی‌گردد و در زمان جنگ‌های صلیبی خوراکی مانند حمص به عنوان پاداش به سربازان صلاح‌الدین ایوبی داده می‌شد.
در کتابچه رسیدن به دلبر در وصف خوراک‌های خوش‌مزه و معطر (به عربی: الوُصله الی الحبیب فی وصف الطیبات و الطیب) به دستور پخت حمص اشاره شده‌است.
پرونده‌های تاریخی نشان می‌دهند که پس از سده ۱۸ هجری حمص وارد سفره‌های مردم دمشق شد.

## ارزش غذایی
حمص دارای مقدار فراوانی آهن، ویتامین سی، فولات، ویتامین ب۶ و پروتئین است. همچنین دارای فیبر فراوانی است که برای کارکرد بهتر دستگاه گوارش سودمند است.
حمص یک گزینه مناسب برای گیاهخواران و افراد وگان است.

## شیوهٔ سرو کردن
حُمُّص را به عنوان پیش غذا همراه با دیگر پیش غذاها مانند سالاد تبوله و نان پیتا کنار غذاهایی مانند فلافل، مرغ کبابی و کوفته سرو می‌کنند.

## آشپزی ایرانی
نخود ارده ایرانی با روغن زیتون، آبلیمو، زیره، سبزی های معطر همچون نعنا، جعفری و ریحان و ادویه هل و فلفل سیاه تهیه میشود و به عنوان پیش غذا بهمراه زیتون، گوجه فرنگی و بادمجان سرو میشود.

## آشپزی عربی
مواد لازم برای حمص به آسانی در کشتزارهای عربی یافت می‌شوند.
خوراک نخود-ارده عربی (شام) در ابتدا بدون سیر و با سرکه تهیه میشد. 
در سرزمین شام قدیم (سوریه و بخش‌هایی از عراق...) المسبحة نامیده میشد. 
اعراب اسرائیل در حُمُّص نعنا، فلفل قرمز، ماست، جعفری خرد شده و زیره هم می‌ریزند و همراه با نان پیتا گاهی به عنوان غذای اصلی هم سرو می‌کنند.

## آشپزی فلسطینی

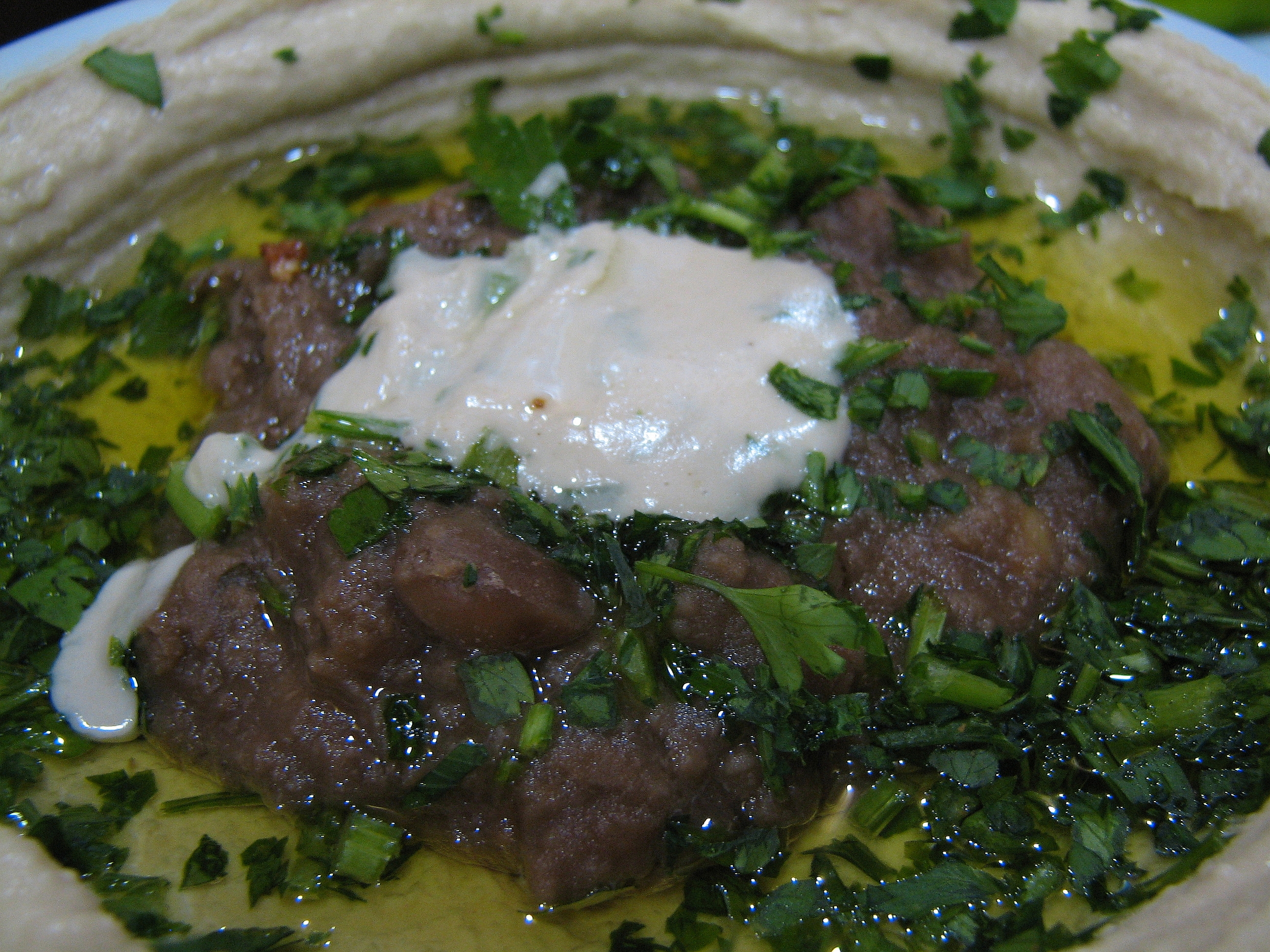
حمص تزئین‌شده با فول مدامس و ارده

حمص بخش مشترک همه وعده‌های غذایی، درفلسطین است؛ حمص در فلسطین بسیار محبوب است و کم و بیش در همهٔ رستورانها و فروشگاههای فلسطین یافت می‌شود.

## آشپزی آمریکایی
در ایالات متحده آمریکا حُمُّص بسیار محبوب است و برپایهٔ آمارهای سال ۲۰۰۸ بیش از ۱۵ میلیون آمریکایی به‌طور منظم حمص می‌خورند.
در بعضی رستوران های این منطقه حمص با لبو تهیه میشود. 
حُمُّص همراه با مهاجران فلسطینی وارد آمریکا شد؛ و هم‌اکنون کنسرو حمص در قفسه‌های همه فروشگاه‌های زنجیره‌ای آمریکا پیدا می‌شود.

## رکورد جهانی
در ماه مه۲۰۱۰، ۳۰۰ آشپز لبنانی در روستای آل فنار در نزدیکی بیروت بزرگترین ظرف حمص جهان به وزن ۱۰۴۵۲ کیلوگرم پختند؛ که در کتاب رکوردهای جهانی گینس نوشته شد.
رکورد پیشین در دست ۵۰ شهروند عرب فلسطینی بود که ۵/۴۰۸۷ کیلوگرم حمص را در ژانویهٔ ۲۰۱۰ پخته بودند.